# Виноделие в Испании
По данным международной организации винограда и вина (OIV), в 2011 году Испания была третьей страной в мире (после Италии и Франции) по производству вин (34,3 млн гектолитров) и первой — по площади виноградников (1,0 млн гектар).
Традиционно Испания ассоциировалась с красными и креплёными винами. Из белых сортов винограда производились либо малоизвестные за пределами страны дистилляты, либо креплёные вина в оксидативном стиле наподобие хереса и малаги. Во второй половине XX века стало уделяться повышенное внимание формированию конкурентоспособных на международных рынках брендов белого и игристого вина (в том числе на базе сортов вердехо, альбариньо, макабео).
Самый южный регион испанского виноделия — Андалусия — до сих пор специализируется на ликёрных винах из перезревшего увяленного педро-хименеса, которые сбраживаются в контакте с кислородом (монтилья, малага, херес сорта PX).

## Производство вин в автономных сообществах Испании
Вино производится во всех без исключения автономных сообществах Испании (статистика за 2008 год в гектолитрах):
1. Андалусия — 1,5 млн
2. Арагон — 897 тыс.
3. Астурия — 2 тыс.
4. Балеарские острова — 36 тыс.
5. Валенсия — 2,2 млн
6. Галисия — 1 млн
7. Канарские острова — 165 тыс.
8. Кантабрия — 5 тыс. (2007 год)
9. Кастилия — Ла-Манча — 19 млн (свыше 50 % от общего производства)
10. Кастилия и Леон — 1,5 млн
11. Каталония — 3,3 млн (9 % от общего производства)
12. Мадрид — 184 тыс.
13. Мурсия — 676 тыс.
14. Наварра — 750 тыс.
15. Риоха — 2 млн
16. Страна Басков — 761 тыс.
17. Эстремадура — 3,4 млн (9 % от общего производства)

## Классификация испанских вин
Классификация испанских вин регламентируется законом о виноградниках и вине (исп. «La ley de la viña y del vino») от 10 июля 2003 года, который выделяет следующие уровни системы защиты происхождения и качества вин:
1. Столовые вина (Vinos de Mesa)
  - Собственно столовые вина (Vinos de Mesa)
  - Столовые вина c правом на обозначение «вина земель» (Vinos de las Tierras) (местные вина)
2. Качественные вина, произведённые в определённых регионах (Vinos de Calidad Producidos en Regiones Determinadas, VCPRD)
  - Качественные вина с географическими указаниями (Vinos de Calidad con Indicaciones Geográficas)
  - Вина с наименованиями по происхождению (Vinos con Denominaciones de Origen, DO; с 2016 года — Denominación de Origen Protegida, DOP)
  - Вина с признанными наименованиями по происхождению (Vinos con Denominaciones de Origen Calificadas, DOCa). Аббревиатура на каталанском языке отличается от испанской: DOQ (Denominacions d’Origen Qualificades)
  - Вина па́го (Vinos de Pagos)

В 2008 году 66 % (24,6 млн гектолитров) от общего производства вин (37,4 млн гектолитров) составили столовые вина и 33 % (12,4 млн гектолитров) — VCPRD.
Территории выращивания винограда и производства и выдержки вин различных уровней чётко ограничены в соответствии с географическими и технологическими факторами. Каждый уровень системы имеет разрешённые сорта винограда с соответствующими ограничениями на урожай, а также регламентированные характеристики разрешённых к производству типов вин.
Географические названия, соответствующие определённым уровням системы, не могут применяться к винам, не соответствующим требованиям этих уровней, даже если они указывают на их действительное происхождение.

### Собственные столовые вина (Vinos de Mesa)
Традиционное название столовых вин в Испании — vinos de pasto (исп. pasto — пастбище), поскольку так называли простые вина, которыми пастухи запивали свой обед на пастбище. Столовыми считаются вина, не отнесённые ни к одному из перечисленных ниже уровней.

### Местные вина (Vinos de las Tierras)
Обозначение «vino de la tierra…» в сочетании с географическим указанием используется для столовых вин, удовлетворяющих следующим требованиям:
- Территория виноделия, с которой они происходят, независимо от своей протяжённости ограничена в соответствии с определёнными географическими и сельскохозяйственными условиями, которые могут передать винам особенные характеристики
- Регламентированы географическое указание, территория, разрешённые сорта винограда и типы вин, их минимальная естественная крепость и органолептические характеристики

Географическими указаниями местных вин могут являться только названия административно-территориальных единиц.
На 17 февраля 2011 года к этому уровню относилось 43 географических указания.

### Качественные вина с географическими указаниями (Vinos de Calidad con Indicaciones Geográficas)
Под качественными винами с географическими указаниями понимаются вина, произведённые на определённой территории из местного винограда, качество, репутация и характеристики которых обусловлены географическими и технологическими факторами, проявляющимися при выращивании винограда и производстве и выдержке вина.
Качественные вина с географическими указаниями маркируются обозначением «vino de calidad de…» в сочетании с названием территории производства.
Этот уровень является переходным к уровню DO(P). На 23 сентября 2010 года к нему относилось 6 географических указаний.

### Вина с наименованиями по происхождению (Denominación de Origen Protegida, DOP, ранее DO)
Под наименованием по происхождению понимается название определённой территории, официально признанное для обозначения вин, удовлетворяющих следующим требованиям:
- Вина произведены в пределах этой территории из местного винограда
- Благодаря своему происхождению вина обладают высоким престижем на рынке
- Качество и характеристики вин обусловлены главным образом географическим положением этой территории, включающим природные и технологические факторы

Обязательным требованием для признания DO(P) является предшествующее признание соответствующей территории как территории производства качественных вин с географическим указанием в течение по меньшей мере 5 лет. Границы территории DO охватывают только почвы, особо подходящие для выращивания винограда.
Используемое для игристых вин Испании наименование Cava, не являющееся географическим, тем не менее классифицируется как DO.
На 12 сентября 2011 года в Испании насчитывалось 67 DO.

### Вина с признанными наименованиями по происхождению (Vinos con Denominaciones de Origen Calificadas, DOCa/DOQ)
Помимо требований уровня DO, уровень DOCa удовлетворяет следующим требованиям:
- Прошло не менее 10 лет с момента признания соответствующей территории как территории производства вин c DO
- Вина бутилируются в пределах зарегистрированных на территории DOCa виноделен
- С первых этапов производства вин и до выхода их на рынок осуществляется физико-химический и органолептический контроль
- В зарегистрированных на территории DOCa винодельнях, которые должны отделяться от других виноделен и строений по крайней мере одной дорогой, используются виноград, виноградный сок и вино только с зарегистрированных виноделен этого же DOCa, и производятся и бутилируются только вина с DOCa или вина признанных паго (Vinos de Pagos Calificados)
- Почвы, пригодные для выращивания винограда для производства вин с правом на DOCa, ограничиваются картографически

К началу 2012 года к этому уровню относились только DOCa Rioja (располагается на территории нескольких автономных сообществ) и DOQ Priorat (Каталония).

### Вина па́го (Vinos de Pago)
Под па́го (исп. pago — виноградник) понимается местность со своими особенностями почвы и собственным микроклиматом, выделяющими её среди соседних территорий, известная под названием, связанным с традиционным способом виноделия, в соответствии с которым производятся выдающиеся вина. Официально ограниченная площадь паго должна быть меньше площади муниципия, на территории которого паго полностью или частично находится.
Традиционный способ виноделия считается существующим, если название паго используется на рынке в качестве общепринятой формы обозначения соответствующих вин в течение по меньшей мере 5 лет.
Паго, целиком находящиеся на территории DOCa, называются признанными (Pagos Calificados). Вина этих паго, удовлетворяющие требованиям уровня DOCa, обозначаются как вина признанных паго (Vinos de Pagos Calificados).
Этот уровень является высшим в классификации испанских вин.
На 11 апреля 2014 года в Испании были классифицированы следующие паго:
1. Dominio de Valdepusa (с 2003 года) (Кастилия — Ла-Манча)
2. Guijoso (с 2005 года) (Кастилия — Ла-Манча)
3. Finca Élez (с 2007 года) (Кастилия — Ла-Манча)
4. Dehesa del Carrizal (с 2007 года) (Кастилия — Ла-Манча)
5. Pago de Arínzano (с 2008 года) (Наварра)
6. Prado de Irache (с 2009 года) (Наварра)
7. Pago de Otazu (с 2009 года) (Наварра)
8. Campo de la Guardia (с 2009 года) (Кастилия — Ла-Манча)
9. Pago Florentino (с 2009 года) (Кастилия — Ла-Манча)
10. Casa del Blanco (с 2010 года) (Кастилия — Ла-Манча)
11. Pago Calzadilla (с 2011 года) (Кастилия — Ла-Манча)
12. Los Balagueses (с 2011 года) (Валенсия)
13. Aylés (с 2011 года) (Арагон)
14. El Terrazo (с 2011 года) (Валенсия)
15. Chozas Carrascal (с 2012 года) (Валенсия)

Термин «pago» встречается в названии многих вин, поскольку переводится как «виноградник», и не означает их принадлежности к уровню Vinos de Pagos, на которую могут указывать только названия классифицированных паго.
Наиболее известным аналогом испанских паго можно считать Grands Crus Бургундии. Последние, однако, не являются самостоятельной категорией в классификации французских вин и выделяются в пределах AOC.

## Соответствие испанской классификации вин другим европейским классификациям
В основе испанской, итальянской и французской классификаций лежит общий принцип — выделение территорий в соответствии с уровнем производимых на них вин. Этот же принцип лёг и в основу упрощённой классификации, принятой Евросоюзом:
| Испания                                               | Италия                                                         | Франция                                     | Евросоюз                                          | Евросоюз                             |
| ----------------------------------------------------- | -------------------------------------------------------------- | ------------------------------------------- | ------------------------------------------------- | ------------------------------------ |
| Vino de Mesa                                          | Vino da Tavola                                                 | Vin de Table                                | Wine without Geographical Indication              | Wine without Geographical Indication |
| Vino de la Tierra                                     | Vino ad Indicazione Geografica Tipica (IGT)                    | Vin de Pays                                 | Wine with Protected Geographical Indication (PGI) | Wine with Geographical Indication    |
| Vino de Calidad con Indicación Geográfica             |                                                                | Vin Délimité de Qualité Supérieure (VDQS)   | Wine with Protected Designation of Origin (PDO)   | Wine with Geographical Indication    |
| Vino con Denominación de Origen (DO)                  | Vino a Denominazione di Origine Controllata (DOC)              | Vin d’Appellation d’Origine Contrôlée (AOC) | Wine with Protected Designation of Origin (PDO)   | Wine with Geographical Indication    |
| Vino con Denominación de Origen Calificada (DOCa/DOQ) | Vino a Denominazione di Origine Controllata e Garantita (DOCG) |                                             | Wine with Protected Designation of Origin (PDO)   | Wine with Geographical Indication    |
| Vino de Pago                                          |                                                                |                                             | Wine with Protected Designation of Origin (PDO)   | Wine with Geographical Indication    |

## Выдержка испанских вин
В Испании срок выдержки вин долгое время считался основным критерием их качества. По состоянию на 2003 год законом регламентированы следующие обозначения различной выдержки вин:
1. Общие обозначения для местных вин и качественных вин, произведённых в определённых регионах (VCPRD)
  - Roble — не менее 18 месяцев суммарной выдержки в дубовых ёмкостях объёмом не более 600 литров и в бутылках
  - Añejo (анье́хо) — не менее 24 месяцев суммарной выдержки в дубовых ёмкостях объёмом не более 600 литров и в бутылках
  - Viejo (вье́хо) — не менее 36 месяцев выдержки, имеющей оксидативный характер благодаря воздействию света, кислорода, тепла или всего перечисленного
2. Обозначения для тихих качественных вин, произведённых в определённых регионах (Vinos Tranquilos de Calidad Producidos en Regiones Determinadas, VTCPRD)
  - Crianza
    - Для красных вин: не менее 24 месяцев выдержки, из которых по крайней мере 6 — в дубовых бочках объёмом не более 330 литров
    - Для белых и розовых вин: не менее 18 месяцев выдержки, из которых по крайней мере 6 — в дубовых бочках объёмом не более 330 литров

  - Reserva
    - Для красных вин: не менее 36 месяцев суммарной выдержки в дубовых бочках объёмом не более 330 литров и в бутылках, из которых по крайней мере 12 — в бочках
    - Для белых и розовых вин: не менее 24 месяцев суммарной выдержки в дубовых бочках объёмом не более 330 литров и в бутылках, из которых по крайней мере 6 — в бочках

  - Gran Reserva
    - Для красных вин: не менее 60 месяцев суммарной выдержки в дубовых бочках объёмом не более 330 литров и в бутылках, из которых по крайней мере 18 — в бочках
    - Для белых и розовых вин: не менее 48 месяцев суммарной выдержки в дубовых бочках объёмом не более 330 литров и в бутылках, из которых по крайней мере 6 — в бочках
3. Обозначения для игристых качественных вин, произведённых в определённых регионах (Vinos Espumosos de Calidad Producidos en Regiones Determinadas, VECPRD)
  - Premium (Reserva) — обозначения, разрешённые для всех VECPRD
  - Gran Reserva — обозначение для игристых вин DO Cava с выдержкой не менее 30 месяцев, отсчитываемой с момента тиража (розлива) до момента дегоржажа

Нерегламентированное обозначение «joven» (хо́вен) часто употребляется для невыдержанных вин.

## Некоторые винодельческие регионы Испании
Наибольшей известностью за пределами Испании пользуются:

### DOCa Rioja
Наиболее известный винодельческий регион Испании — Рио́ха — располагается вдоль берегов реки Эбро на севере страны. Статус DOCa впервые был присвоен в 1991 году именно винам Риохи.
Плотность виноградников в соответствии с регламентом DOCa Rioja не должна быть менее 2850 и более 4000 лоз на гектар. При этом объём урожая ограничивается 65 и 90 центнерами с гектара для красных и белых сортов соответственно. Поскольку из каждого центнера винограда разрешается получать не более 70 литров вина, ограничение урожайности DOCa Rioja в гектолитрах с гектара составляет 45,5 для красных сортов и 63 — для белых.
Основой знаменитых красных вин Риохи является темпранильо — самый известный испанский сорт винограда. Остальные разрешённые красные сорта, как правило, дополняют его в купажах. Кроме того, в Риохе производятся белые (главным образом из виуры) и розовые вина. В последних, согласно регламенту DOCa Rioja, не менее 25 % купажа должны составлять красные сорта винограда.
- Виноградники Риохи весной
- На винодельне Marqués de Riscal
(архитектор Фрэнк Гери)
- Дегустация вин Риохи

### DO Ribera del Duero
Рибера-дель-Дуэро в переводе с испанского означает «долина реки Дуэро». Участок этой долины, относящийся к DO, представляет собой вытянутую вдоль реки Дуэро полосу около 100 километров в длину и 35 в ширину. Территория DO Ribera del Duero включает около сотни муниципиев четырёх провинций автономного сообщества Кастилия и Леон: Бу́ргос, Вальядолид, Сеговия, Со́рия. 
Регламент DO разрешает производить только красные и розовые вина. При этом купажи красных вин должны состоять по меньшей мере на 75 % из темпранильо и содержать не более 5 % (в сумме) сортов гарнача и альбильо. В купажах розовых вин красных сортов должно быть не менее 50 %.
Плотность виноградников, предусмотренная регламентом, должна составлять от 2000 до 4000 лоз на гектар. При этом максимальная урожайность ограничивается 70 центнерами винограда с гектара. Поскольку из каждого центнера разрешается получать не более 70 литров вина, ограничение урожайности можно пересчитать в 49 гектолитров на гектар.

### DO Rueda
Аппелласьон Руэда, также расположенный вдоль русла Дуэро, специализируется на производстве сортовых белых вин из вердехо (не менее 50%). Хотя в винах разрешено использовать совиньон-блан и макабео, бо́льшая часть продукции представляет собой сортовые (моносепажные) вина, полностью состоящие из вердехо. С 2002 года разрешено также производство красных вин, но их доля в продукции аппелласьона пока незначительна.

### DOQ Priorat
В горном районе Приорат производятся наиболее престижные вина Каталонии — преимущественно красные. Этот район приобрёл международное реноме сравнительно поздно, в 1990-е годы, благодаря использованию новейших технологий винификации и консультативной поддержке ведущих энологов Франции. Специализируется на мощных («тельных», то есть терпких и высокоалкогольных) сухих винах из сортов гарнача и кариньена. Выработка вина с гектара — одна из наименьших в Испании.

### DO Rías Baixas
Риас Байшас — это название юго-западного побережья Галисии, испещрённого фьордами, именуемыми на местном наречии риас. Соответствующий винодельческий регион большей частью располагается в провинции Понтеведра, специализируется практически исключительно на белых винах из местного винограда альбариньо и делится на пять зон (перечислены с севера на юг):
- Ribeira do Ulla, то есть долина реки Улья (по которой проходит граница провинций Ла-Корунья и Понтеведра);
- Val do Salnés — прибрежная часть долины реки У́мия (галис. Umia);
- Soutomaior — восточная оконечность бухты Виго (на берегу которой стоит самый населённый город Галисии);
- Condado do Tea — долина левого (галисийского) берега реки Миньо в месте впадения в неё притока Теа (галис. Tea);
- O Rosal — продолжение зоны Condado do Tea на атлантическом побережье.

Спрос на галисийские вина из альбариньо заметно обгоняет предложение, что разгоняет цены на вина данного аппелласьона (которые в 2010-е годы стали самыми дорогими из белых вин Испании). Эталонные характеристики местных вин — «ноты персика, дыни, ананаса, пчелиного воска и миндаля в аромате, достаточно полное тело и очень яркая, хрустящая, даже кусачая кислотность».

### DO Jerez
Бо́льшая часть муниципиев, входящих в регион производства знаменитого креплёного вина хе́рес, располагается в провинции Ка́дис (Андалусия). По испанскому законодательству хересом может называться только вино из треугольника, образованного городами Хере́с-де-ла-Фронтера, Санлу́кар-де-Баррамеда и Эль-Пуэрто-де-Санта-Мария. Кроме того, из-за уникального приморского терруара на территории треугольника особо выделяется DO Manzanilla Sanlúcar de Barrameda, где вырабатывается сухой херес с ароматом трав и солоноватыми нотками — мансанилья.
Почти 95% хереса вырабатывается на основе винограда паломи́но. Особенность производства хереса — выдержка этого вина под плёнкой культуры особых хересных дрожжей, которую называют флор (исп. flor), и (или) в контакте с кислородом (то есть в не полностью заполненных ёмкостях). Также в DO Jerez из сортов педро химе́нес и москате́ль производят одноимённые сладкие вина, весьма близко напоминающие вина соседней Монтильи.
- Дегустационный зал одной из виноделен в районе производства хереса
- Сладкий херес в оксидативном стиле
- Знаменитый футболист Альфредо Ди Стефано наливает бокал хереса из бочонка (1963)

### DO Cava
В этот регион, производящий игристое вино ка́ва, входит около полутора сотен муниципиев, расположенных в различных частях Испании. Большинство их находится в каталонских провинциях Барселона и Таррагона, в пределах исторической области Пенедес, где в комарке Альт-Пенеде́с и располагается главный центр производства кавы — Сант-Садурни́-д’Анойя (кат. Sant Sadurní d'Anoia).
Кава производится традиционным методом вторичной ферментации в бутылках. Самым известным производителем является дом Codorníu, который занимается виноделием с XVI века. Именно представитель этого семейства Жозеп Равентос (Josep Raventós i Fatjó) после визита в Шампань изготовил в 1872 году первую партию кавы — игристого вина, произведённого по традиционной шампанской технологии из каталонских сортов винограда макабео, шарелло и парельяда.

## История
Археологически свидетельства производства вина на территории современной Испании прослеживаются с 4-го тысячелетия до нашей эры.
Судя по находкам испанских амфор в различных частях Римской империи, вино из Бетики и Тарраконской Испании массово ввозилось в Рим, раздавалось римским легионерам на границах Германии и употреблялось в Британии. Впрочем, пренебрежительные отзывы римских авторов указывают на то, что привозные вина уступали по качеству итальянским образцам. С другой стороны, Колумелла (уроженец Кадиса) видел в растущем ввозе вин Бетики и Галлии признак упадка сельского хозяйства в Лации и Кампанье.
В VIII веке арабские завоеватели принесли на Пиренейский полуостров доктрину хамра. Производство и оборот вина, впрочем, не запретили, а обложили налогом. Наиболее сладкие вина рассматривались как «сироп» и даже поставлялись во дворцы эмиров. В 966 году халиф Аль-Хакам II в порыве набожности велел вырубить все виноградники, однако его удалось убедить сохранить две трети насаждений обещанием использовать их только для производства изюма.
После того, как в ходе Реконкисты середины XIII века христианами были заняты Севилья и Кадис, вина Андалусии хлынули на средневековый английский рынок. Благодаря выращиванию винограда в особенно жарком климате эти вина отличались от продукции более северных земель высоким содержанием алкоголя, что давало им преимущество при хранении. Сладкие, насыщенные вина Андалусии (Малага, Херес) и южных островов (Канарских, Балеарских) стали известны в Англии под названием sack и во многом заместили аналогичные вина из Восточного Средиземноморья, известные англичанам как malmsey. На исходе Средних веков многие винодельни Южной Испании были всецело ориентированы на экспорт в северные страны — особенно после того, как в 1491 году герцог Медина-Сидония объявил принадлежавший ему Санлукар портом беспошлинной торговли вином. 
К началу XVII века англо-испанские торговые связи нарушились по политическим причинам: после вторжения Непобедимой армады английский парламент ввёл небывалые пошлины на все товары государства-агрессора. В результате  Испания XVII и XVIII веков экспортировала больше вина в собственные колонии, чем в другие страны Европы. Чтобы поддержать производителей метрополии, правительством герцога Лерма были введены ограничения на виноделие в американских колониях, которые оставались в силе до освободительного движения 1820-х годов. 

Торговля с колониями благоприятствовала расцвету сладких креплёных (десертных) вин, которые были способны лучше других переносить долгую транспортировку в тропических и экваториальных широтах. Неудивительно, что в XVIII и XIX веках по количеству возделываемых виноградников с большим отрывом лидировали окрестности Хереса и Малаги, где и производились по уникальной технологии подобные вина, долгое время не имевшие аналогов в других странах Европы. В середине XIX века (преимущественно сухой) херес и (сладкая) малага составляли почти весь объём официального испанского экспорта. Впрочем, многие вина, выдававшиеся в Восточной Европе за португальские мадеру и портвейн, тоже имели в действительности испанское происхождение. 
Жители самой Испании отдавали предпочтение столовым винам, подход к выработке которых оставался крайне патриархальным. Иностранцы, посещавшие в середине XIX века места их производства, констатировали, что тут мало что изменилось со времён Древнего Рима. В южной части страны вместо деревянных бочек использовались по античной традиции глиняные сосуды наподобие амфор (или квеври), именуемые «тинаха» (tinaja). Хранили вина в просмоленных бурдюках из свиной кожи, которые насыщали напиток сомнительными привкусами и ароматами. Крайне популярны (особенно на Канарских и Балеарских островах) были незамысловатые сладкие вина из мускатов — так называемый москатель.
Уничтожение французских виноградников филлоксерой и новыми заболеваниями заставили оставшихся без работы виноделов Бордо искать применения своих умений в ближайших регионах Испании, а именно в Наварре и Риохе. В 1860-е годы крупнейшие землевладельцы Риохи (представители феодальной аристократии) стали экспортировать на лишившийся собственных вин французский рынок огромные объёмы сухого вина, выработанного в Испании французскими мастерами по французской технологии. В то время Риоха усвоила небольшие баррики французского образца (которые, правда, изготавливались не из французского, а из более дешёвого американского дуба) и надолго стала флагманом испанского виноделия. 

Примерно в то же время в Каталонии была освоена технология производства игристых вин наподобие шампанских. Поначалу они так и назывались (champaña), однако по настоянию виноделов Шампани их пришлось переименовать в «Кава». Пока Шампань на фоне борьбы с филлоксерой сократила выпуск вина до минимума, производители «Кавы» на время заместили её на международных рынках. Впоследствии «Кава» заняла на европейском рынке нишу бюджетного игристого вина для масс. 
По самой Испании филлоксера продвигалась достаточно медленно: разорив виноградники Малаги ещё в 1878 году, вредитель добрался до Риохи только четверть века спустя. За это время во Франции были открыты способы эффективной борьбы с грозной напастью. Несколько районов Испании (например, Хумилья, которая специализируется на монастреле) и вовсе избежали урона.
Поскольку при замене пострадавших от филлоксеры виноградников обычно отказывались от аборигенных сортов винограда, многие из традиционных для Испании белых винных сортов (например, вердехо) практически вышли из употребления. Их заменяли либо на айрен (который шёл на производство виноградной водки и бренди), либо на столь же ограниченный по своим возможностям паломино (в надежде на сбыт урожая производителям хересного вина и хересного бренди). Как результат, Испания середины XX века мало чем могла удивить иностранных потребителей качественных сухих вин. Из-за сокращения спроса на десертные вина их экспорт также неуклонно сокращался, а в отношении малаги — практически сошёл на нет. Соответственно, площадь виноградников Малаги в продолжение XX века упала более чем в сто раз.

Долгое правление Франсиско Франко (1939—1975) стало золотым веком винодельческих кооперативов, которые взяли под свой контроль производство вина во многих регионах страны. Сельское хозяйство Каталонии и Валенсии долго не могло оправиться от последствий Гражданской войны. Вторая мировая война привела к закрытию европейских рынков. После войны кооперативы экспортировали (помимо традиционного хереса) в основном дешёвое балковое вино под названиями испанского шабли или сотерна. Между тем внутри страны шла борьба с подделками. Виноделы Риохи ещё в 1926 году ввели систему контроля подлинности происхождения вина, которая в 1930-е годы была распространена на всю территорию страны, превратившись в систему аппелласьонов (DO). 
Благодаря связям в консервативной среде Opus Dei (организация, которая пользовалась огромным влиянием во франкистской Испании) Хосе Мария Руис-Матеос в 1970-е годы постепенно монополизировал производство хереса, приступил к скупке виноделен Риохи и, поставив под свой контроль ряд других отраслей экономики, стал к 1977 году самым богатым человеком Испании. Его консорциум Rumasa, контролировавший не менее трети производства хереса, благодаря правительственным субсидиям «затопил» Великобританию и другие зарубежные страны дешёвым хересом сомнительного качества. В перспективе эта ставка на массовый продукт по бросовым ценам обернулась для производителей хереса настоящей катастрофой: из 350 с лишним работавших в 1960 году виноделен на плаву остались не более 60-ти, тогда как объём экспорта хереса сократился с более чем 150 млн литров в конце 1970-х до 20 млн литров в 2017 году.
Лишь после перехода Испании к демократии и особенно после вступления Испании в Евросоюз (1986) создались условия для давно назревшей модернизации винной промышленности, что, в свою очередь, позволило наращивать экспорт. Испанским виноделам пришлось отказаться от вековой опоры на десертные вина и в погоне за привередливыми зарубежными клиентами переключить своё внимание с количественных показателей на качество производимого вина. Нередко это сопровождалось переходом от возделывания местных сортов винограда к использованию «международных» сортов французского происхождения (вроде каберне и шардоне). Каталонское семейство Торрес взялось за подъём виноделия в Пенедесе, став одной из крупнейших семейных виноделен мира. В долине Дуэро другая семейная винодельня, Vega Sicilia, стала производить вина, завоевавшие высшие оценки ведущих винных критиков мира. Чуть позже, в 1990-е годы, привлёк внимание ценителей вина по всему миру каталонский район Приорат.
К началу XXI века испанским виноделам удалось убедить зарубежных покупателей в высоком потенциале красного вина из национальных сортов темпранильо, гарнача и монастрель. Одним из новых трендов стало появление в Испании районов, которые специализируются также на качественных сухих белых винах. Первой добилась признания за рубежом западная область Руэда, сделавшая ставку на позабытый местный сорт — вердехо. На рубеже XXI века её путь к международному успеху повторили виноделы на юге Галисии (приморский район Риас-Байшас), сосредоточившиеся на продвижении местного сорта альбариньо. С развитием винного туризма в основных винодельческих регионах Испании открылись музеи, которые освещают богатую историю местного виноделия.
- Характерная для севера Испании огромная винная бочка в музее корпорации Codorníu
- Воспроизводение интерьера средневековой монастырской винодельни (Пьедра)
- Старинная винная утварь в каталонском замке Пералада